# Willy Messerschmitt
Wilhelm Emil Messerschmitt (Francoforte sul Meno, 26 giugno 1898 – Monaco di Baviera, 15 settembre 1978) è stato un progettista, imprenditore e ingegnere tedesco.
Fu un pioniere dell'aviazione.

## Biografia

### I primi anni
Wilhelm Emil Messerschmitt, meglio conosciuto con il diminutivo Willy, nacque a Francoforte nel 1898, figlio di Baptist Ferdinand Messerschmitt e della sua seconda moglie Anna Maria Schaller.
Nel 1906 la famiglia si trasferì a Bamberga dove possedeva una vigna con annessa vineria.
Già all'età di 10 anni cominciò a dedicarsi all'aeromodellismo costruendo i suoi primi modelli di aerei. Mentre era ancora studente delle superiori costruì i suoi primi alianti, sui quali praticò il volo a vela in prima persona e con i suoi amici. A 13 anni conobbe Friedrich Harth, assessore e pioniere del volo a vela, che avrebbe influenzato tutta la sua vita.
Nel 1917, appena diplomato, partì come militare nella prima guerra mondiale.

### Gli anni venti e l'inizio di una nuova era
Dopo la fine della guerra, studiò ingegneria alla Technische Universität München (all'epoca Technische Hochschule München, il politecnico di Monaco di Baviera) dal 1918 al 1923. Mentre era ancora studente fondò a Bamberga la Messerschmitt Flugzeugbau GmbH dove venivano costruiti, oltre agli alianti, l'aereo da turismo M 17 e l'aereo di linea M 18.
Nel 1923 si aggiudica la gara per volo a vela sul Rhön, una piccola catena montuosa la cui altezza è in genere compresa fra i 200 metri e i 500 metri, ma la cui vetta più alta supera di poco i 950 metri e che si trova fra i land di Baviera, Assia e Turingia. Per quel volo venne utilizzato un S 14 da lui stesso costruito.
Nel settembre del 1925 è impegnato nella ricerca di un finanziatore per il suo progetto di dotare il suo M 17 di un nuovo motore. Parlando in un'osteria con un possibile finanziatore, portò la discussione così all'estremo da dirsi pronto a rinunciare ai diritti su tutti i suoi brevetti. Alla discussione assistette Theo Croneiß, pilota di caccia nella prima guerra mondiale e fratello maggiore di Carl Croneiß (pilota cui Messerschmitt affidava i test). Croneiß era a capo della ditta Sportflug GmbH, un'azienda di copertura della Reichswehr. Quella stessa sera Croneiß diede a Messerschmitt un assegno dell'importo di 4.000 Reichsmark. Con questa operazione Croneiß gli garantì l'indipendenza economica e lavorativa. Croneiß divenne così il suo primo ed unico amico. Più tardi Croneiß diventerà il direttore della Regensburger Messerschmitt-Werken. Con lo sviluppo del M 17, Messerschmitt vincerà un premio da 10.000 Reichsmark nel 1925.
Dal 1926 la sua ditta cominciò a collaborare con la Bayerische Flugzeugwerke AG, che nel frattempo era sotto il controllo di un gruppo finanziario sotto il controllo del barone Michel-Raulino. Come effetto di questa situazione, nel 1928 Messerschmitt entrò a fare parte del consiglio d'amministrazione della Bayerische Flugzeugwerke, di cui divenne anche capo ingegnere. Nel 1931 la Bayerische Flugzeugwerke fallì, in seguito e la Bayerische Flugzeugwerke vennero fuse e divennero la Messerschmitt AG.
Nel 1927 trasferì l'azienda da Bamberga ad Augusta. Lì poté sfruttare il vicino campo volo di Gersthofen-Gablingen per il decollo di molti voli di test. La maggior parte dei modelli più importanti venne costruita lì.
Durante questo periodo incontrò Lilly Stromeyer, nata baronessa von Michel-Raulino e figlia del finanziere Michel-Raulino proveniente dalla dinastia del tabacco Bamberger, e conosciuta con il soprannome "Die Baronin" ("La Baronessa"). La disponibilità economica della famiglia riuscì ad essere più volte d'aiuto nel garantire le emergenze finanziarie. Dopo il termine della seconda guerra mondiale i due hanno legalizzato la loro relazione e si sposarono.
Nel 1928 venne commercializzato il Messerschmitt M 20, aereo passeggeri da dieci posti (più due membri dell'equipaggio) che, con la velocità massima raggiungibile di 220 km/h, divenne il più veloce aereo commerciale di quel periodo.
Oltre al suo impegno di imprenditore, nel 1930 comincia l'insegnamento presso il politecnico di Monaco di Baviera.

### La dittatura nazista e la seconda guerra mondiale
Nel 1934, oltre al Bf 108 (M 37), progettò il velivolo che venne considerato il nuovo punto di riferimento per la costruzione di caccia moderni, il Bf 109, impiegato in battaglia nella seconda guerra mondiale dalla Luftwaffe. nel 1937 Messerschmitt venne nominato Professor (professore). Durante la dittatura nazista, Messerschmitt fu incaricato della progettazione, dello sviluppo e della costruzione di aerei militari, principalmente da caccia; fra gli altri progettò l'aereo da competizione Me 209, che nelle intenzioni si sarebbe dovuto sviluppare in un caccia ad alte prestazioni, ed il Me 262, il primo velivolo prodotto in serie equipaggiato con motore a getto.
Nel 1933, con l'instaurazione del regime, Messerschimtt aderì al Partito Nazista acquisendo la tessera dell'NSDAP. Successivamente, in pieno periodo nazista, ricevette la carica di Wehrwirtschaftsführer, onorificenza assegnata a coloro che erano responsabili di importanti siti di produzione di armi. Nel 1938 fu insignito col Premio Nazionale Tedesco per l'Arte e la Scienza (Deutscher Nationalpreis für Kunst und Wissenschaft), onorificenza che avrebbe dovuto, nell'ottica di Adolf Hitler che lo istituì nel 1937, essere la risposta al premio Nobel. Tale onorificenza fu anche assegnata, tra gli altri, a Ferdinand Porsche e Fritz Todt, mentre Messerschmitt la condivise con Ernst Heinkel. Nel 1939 la sua azienda ricevette il riconoscimento di Azienda d'Esempio del Nazionalsocialismo (Nationalsozialistischer Musterbetrieb). Nel 1941 Messerschmitt riceve l'onorificenza di Pioniere del Lavoro (Pionier der Arbeit) e diventa vicepresidente dell'Accademia Tedesca di Ricerca Aerea (Deutschen Akademie für Luftfahrtforschung).

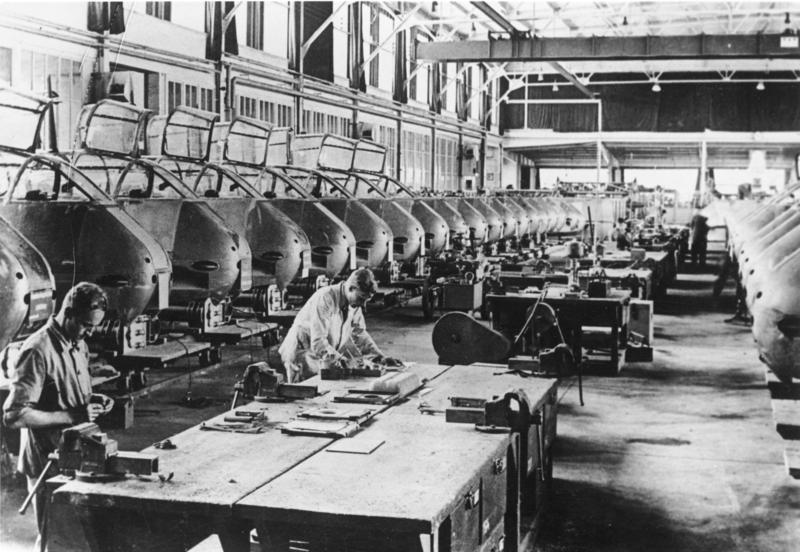
Linea di montaggio dello zerstörer Messerschmitt Me 210.

A causa di alcune differenze d'opinione, nel 1942 Messerschmitt si dimise da direttore della propria azienda per ritornare a fare il progettista. La causa è da ricercarsi nei problemi di sviluppo dello zerstörer Me 210, un particolare tipo di caccia pesante ideato per soddisfare le esigenze tattiche della Luftwaffe, l'allora aeronautica militare tedesca. Il modello, ulteriore sviluppo del multiruolo Bf 110 e sul quale l'apparato bellico tedesco aveva investito ingenti risorse e speranze, si rivelò fallimentare e gravato da tare e difetti, identificati dopo anni di prove e perdite di esemplari per incidenti di volo nella riduzione delle dimensioni della cabina di pilotaggio e l'accorciamento della fusoliera. Ernst Udet, asso della prima guerra mondiale che in quel periodo deteneva la carica di Generalluftzeugmeister all'interno del Reichsluftfahrtministerium (RLM), il Ministero deputato alla gestione dell'intera aviazione, ed al quale spettava l'ultima parola su ogni nuovo progetto inerente ai velivoli militari, sollecitò più volte la soluzione di tali difetti, cui si imputavano numerosi incidenti. Udet non resse alla pressione impostagli dal suo superiore Hermann Göring e si suicidò, sparandosi, nel novembre del 1941. Gli successe Erhard Milch, che già in precedenza aveva fatto grossi tagli alle commesse della Deutsche LuftHansa alle aziende di Messerschmitt. Lo sviluppò del Me 262 riuscì però ad entusiasmare Hitler e grazie ad esso Messerschmitt riuscì, almeno per un certo periodo, a difendersi dagli attacchi di Milch. Nonostante ciò, grazie proprio alle pressioni di Milch, il 30 aprile 1942 Messerschmitt venne esautorato dalle funzioni dirigenziali della Messerschmitt AG per tornare ad essere semplicemente il responsabile dello sviluppo e della costruzione degli aerei.

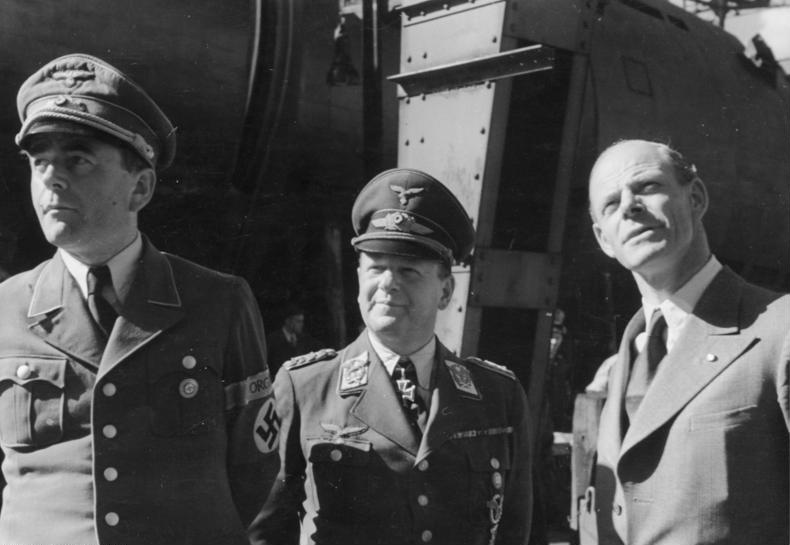
Albert Speer, Erhard Milch e Messerschmitt, maggio 1944 (Bundesarchiv).

Nonostante tutto, fu proprio Messerschmitt a spingere perché si utilizzasse il lavoro forzato dei prigionieri tedeschi per mantenere alta la produzione di velivoli. Fu addirittura entusiasta di poter distribuire parte del lavoro nei lager di Gusen, Flossenbürg e Dachau. I campi di concentramento non erano controllati direttamente dall'azienda, bensì dalle SS. I prigionieri dei campi venivano quindi affittati, cioè prestati all'azienda dietro compenso. A decine di migliaia morirono per fame, per lo sforzo o per i maltrattamenti subiti quando non furono direttamente uccisi dai supervisori delle SS perché l'azienda non pagava più per le loro prestazioni. Nonostante si possano stimare in 2 milioni i morti complessivi causati dal lavoro forzato nell'industria tedesca e nonostante Fritz Sauckel sia stato condannato a morte proprio per questo crimine come responsabile politico durante il processo di Norimberga, non è mai stato possibile appurare qual era il grado di coinvolgimento di Messerschmitt in tale pratica. Certo è che Messerschmitt non solo non prese mai le distanze dal nazionalsocialismo, ma anche dopo il suo esautoramento del 1942 fece di tutto per tornare nella sua precedente posizione di dirigente.

### Il dopoguerra
Dopo la fine della guerra nel 1945 e un breve internamento, nel 1948 fu classificato quale simpatizzante durante la denazificazione e dovette quindi interrompere la sua attività di costruttore di aerei per motivi politici. Durante questo periodo la sua fabbrica di Bamberg produsse prefabbricati, macchine da cucire, ferri da stiro e le microvetture Kabinenroller, le KR 175 e KR 200 disegnate dall'ingegnere aeronautico Fritz Fend.
Impossibilitato nello svolgere la professione di progettista aeronautico nel 1951 decise di trasferirsi in Spagna dove aprì uno studio di consulenza tecnica, l'Oficina Técnica Prof. Messerschmitt. Nel dicembre di quell'anno assunse l'incarico di consulente tecnico presso la Construcciones Aeronáuticas S.A. (CASA). L'azienda spagnola, che già aveva prodotto su licenza il caccia Bf 109 G-2 con la designazione Hispano Aviación HA-1109, lo contattò per curare lo sviluppo del suo successore, l'HA-1112.
La collaborazione continuò negli anni successivi, inizialmente con lo sviluppo del monomotore da addestramento HA-100 Triana, rimasto allo stadio di prototipo, seguito dal suo derivato HA-200 Saeta, addestratore avanzato a getto che raggiunse un buon successo commerciale venendo adottato anche dalla Al-Quwwat al-Jawwiyya al-Misriyya, l'aeronautica militare egiziana.

Tre dei migliori progettisti di aerei delle Potenze dell'Asse durante la seconda guerra mondiale: Giuseppe Gabrielli a sinistra, insieme a Jirō Horikoshi, progettista della Mitsubishi, e Willy Messerschmitt nel 1967.

Nel frattempo avviò la progettazione di un nuovo velivolo per conto della Hispano Aviación, l'HA-300, per soddisfare una specifica emessa dal governo spagnolo per la fornitura di un caccia intercettore. In seguito all'abbandono dell'interesse spagnolo il progetto venne venduto all'Egitto che, tramite la locale azienda aeronautica Egyptian General Aero Organization (EGAO) ne terminò lo sviluppo con il nome di Helwan HA-300. Pur dotato di interessanti prestazioni, a causa della sconfitta nella Guerra dei Sei Giorni e la conseguente necessità di equilibrio nel suo bilancio militare, il governo egiziano preferì abbandonare il progetto per l'acquisizione di nuovi aeromobili e difese aeree rivolgendosi alla produzione sovietica.
Intanto, durante gli anni cinquanta, le condizioni conseguenti al termine del secondo conflitto mondiale imposte alla Germania che impedivano e poi limitavano la locale produzione aeronautica decaddero e Messerschmitt, nel 1955, venne autorizzato a riprendere l'attività di costruttore per produrre su licenza l'italiano Fiat G.91, quindi successivamente lo statunitense Lockheed F-104 Starfighter da destinare alla Luftwaffe.
Nel 1968, in seguito a forti pressioni politiche, la Messerschmitt AG venne fusa alla Bölkow GmbH per creare la Messerschmitt-Bölkow, poi diventata Messerschmitt-Bölkow-Blohm GmbH (MBB) con la fusione della divisione aeronautica della Blohm (Hamburger Flugzeugbau). Qui collaborò allo sviluppo del velivolo a decollo ed atterraggio verticale (VTOL) EWR VJ 101 che però rimase allo stadio di prototipo.
La morte della moglie Lilly, avvenuta del 1972, segnò profondamente l'allora settantaquattrenne Willy che decise di abbandonare ogni collaborazione ritirandosi definitivamente a vita privata. Messerschmitt morì sei anni più tardi, il 15 settembre 1978, a Monaco di Baviera e dopo le esequie venne tumulato a Bamberg, nella tomba di famiglia dei Michel-Raulino.